# Utricularia sandersonii
Utricularia sandersonii ist eine fleischfressende Pflanzenart aus der Gattung der Wasserschläuche in der Sektion Calpidisca. Sie wurde 1867 von Daniel Oliver erstbeschrieben.

## Beschreibung
Utricularia sandersonii ist eine lithophytisch, auf nassen Felsen wachsende, ausdauernde Art, die inzwischen besonders aufgrund ihrer Blühfreudigkeit und unkomplizierten Kultur eine beliebte Heimpflanze ist. Sie ist direkt mit Utricularia livida verwandt und wurde früher als Utricularia aurea var. multiflora eingestuft.

### Stolonen und Fallen
Die Pflanze bildet sowohl oberirdische als auch unterirdische Stolonen, die oft bis zu 10 cm tief in die Erde reichen. An den Stolonen befinden sich meist unterirdisch die ca. 1–1,5 Millimeter großen Fangblasen. Die Fallen haben rund um ihren Eingang tentakelförmige Fortsätze.

### Blätter
Aus den Stolonen wachsen die hellgrünen, löffelförmigen, rundgerandeten Laubblätter, die eine Breite von 1 bis 6 Millimeter und eine Länge von bis zu 15 mm erreichen können. Die Pflanze bildet mit ihren Blättern ganzjährig einen dichten grünen Rasen von einer Höhe von 3 bis 6 Millimeter.

### Blüten, Früchte und Samen

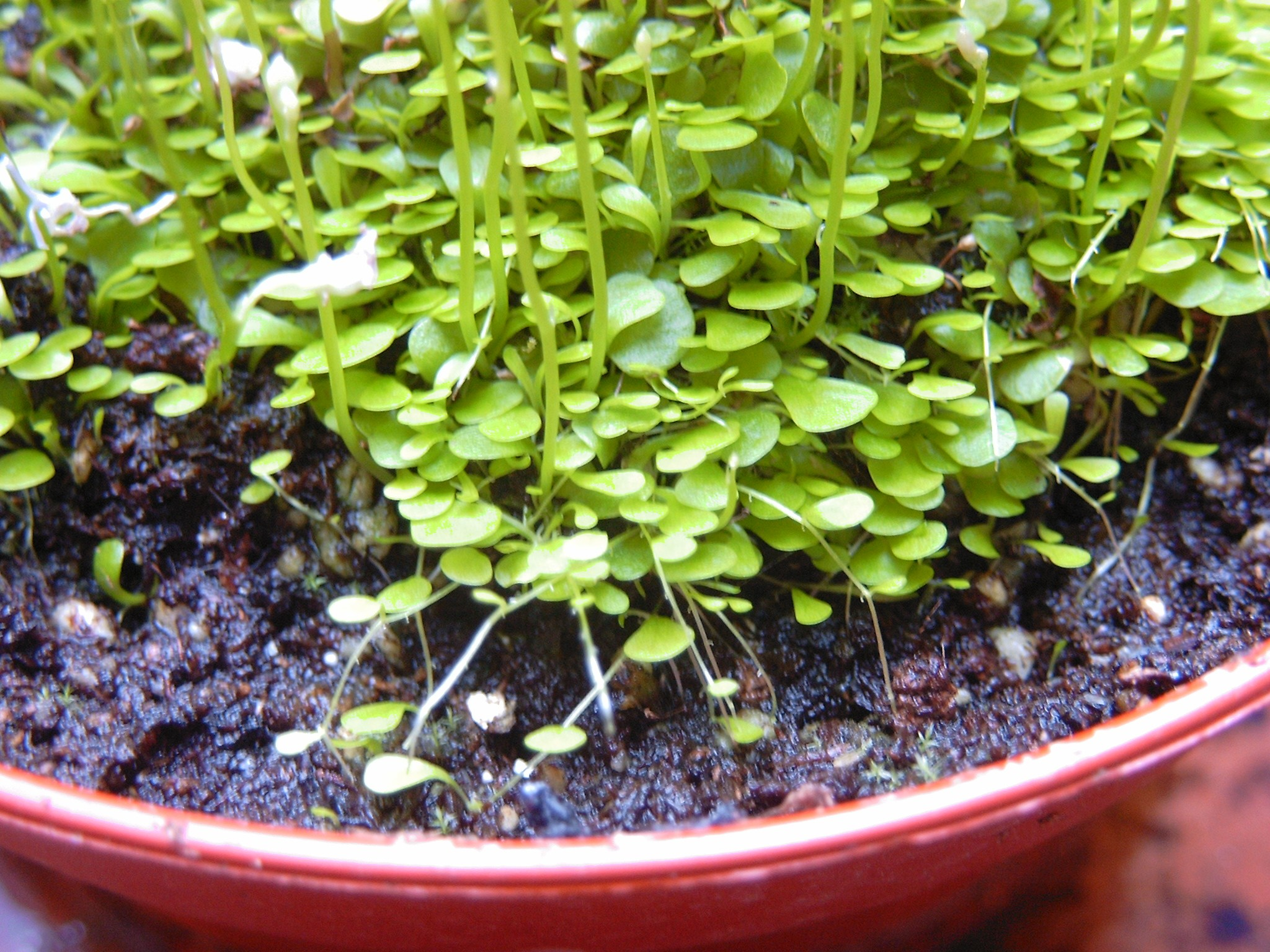
Utricularia sandersonii, Stolonen und Blätter

Am Naturstandort blüht die Pflanze im Spätsommer (Juli bis September) und im Frühjahr (Januar bis Mai). Ein Blütenstängel erreicht eine Länge von bis zu 5 Zentimeter und trägt bis zu 7 Einzelblüten, die jeweils eine Breite von 6 Millimeter und eine Länge von 13 Millimeter erreichen. Die Blüten tragen ein sehr helles Blau (Glyzinen- bzw. auch Wistarien-Blau).
Die Blüte lässt sich in Ober- und Unterlippe gliedern, wobei die Oberlippe in zwei schmale Teile gespalten ist, welche sich durch je einen violetten Streifen in der Mitte kennzeichnen. Die Unterlippe ist doppelt so lang wie die Oberlippe und bildet eine flache, breite Schürze; am unteren Teil bildet sie einen halbrunden, gewellten Rand. Der gelb-grüne Gaumen wird violett umrahmt.
Die Samen der Pflanze sind Lichtkeimer, sind eiförmig und bis zu 0,8 Millimeter lang.

## Verbreitung und Habitat
Utricularia sandersonii ist im subtropischen Osten Südafrikas endemisch und kommt dort in den Provinzen KwaZulu-Natal und Ostkap vor, wo sie direkt auf nassen Felsen in einer Höhe von 210–1200 m ü. NN wächst.
Die Temperaturen betragen dort im Winter ca. 20 °C, im Sommer bis zu 35 °C. Die Pflanze ist dennoch relativ kälteresistent und überlebt auch kalte Winter mit bis zu 5 °C.
Seit 2001 ist auch eine Population aus Australien bekannt, wo die Art auf senkrechten nassen Sandsteinfelsen wächst. Die Entdecker weisen darauf hin, dass diese Population womöglich nicht natürlichen Ursprungs ist, da die Art über keine Fernausbreitungsmechanismen verfügt und die Morphologie der untersuchten Pflanzen der in Kultur am verbreitetsten Form ähnelt.

## Weiterführende Literatur
- Peter Taylor: The Genus Utricularia. A Taxonomic Monograph (= Kew Bulletin. Additional Series. 14). Royal Botanic Gardens – Kew, London 1989, ISBN 0-947643-72-9.